# Буа-де-ла-Пьер
Буа́-де-ла-Пьер (фр. Bois-de-la-Pierre, окс. Bòsc de la Pèira) — коммуна во Франции, находится в регионе Юг — Пиренеи. Департамент — Верхняя Гаронна. Входит в состав кантона Карбон. Округ коммуны — Мюре.
Код INSEE коммуны — 31071.

## География
Коммуна расположена приблизительно в 620 км к югу от Парижа, в 38 км к юго-западу от Тулузы.
По территории коммуны проходит канал Сен-Мартори и протекает река Луж. На юго-востоке расположено озеро Песси.

## Климат
Климат умеренно-океанический. Зима мягкая и снежная, весна характеризуется сильными дождями и грозами, лето сухое и жаркое, осень солнечная. Преобладают сильные юго-восточные и северо-западные ветры.

## Население
Население коммуны на 2010 год составляло 417 человек.
| 1962 | 1968 | 1975 | 1982 | 1990 | 1999 | 2010 |
| ---- | ---- | ---- | ---- | ---- | ---- | ---- |
| 168  | 175  | 147  | 152  | 219  | 313  | 417  |

## Администрация
| Период | Период | Фамилия        | Партия                  | Примечания |
| ------ | ------ | -------------- | ----------------------- | ---------- |
| 2001   | 2014   | Пьер Сена      | Социалистическая партия |            |
| 2014   | 2020   | Жан-Пьер Ракка |                         |            |

## Экономика
В 2010 году среди 298 человек трудоспособного возраста (15—64 лет) 210 были экономически активными, 88 — неактивными (показатель активности — 70,5 %, в 1999 году было 60,6 %). Из 210 активных жителей работали 192 человека (108 мужчин и 84 женщины), безработных было 18 (10 мужчин и 8 женщин). Среди 88 неактивных 22 человека были учениками или студентами, 8 — пенсионерами, 58 были неактивными по другим причинам.

## Фотогалерея

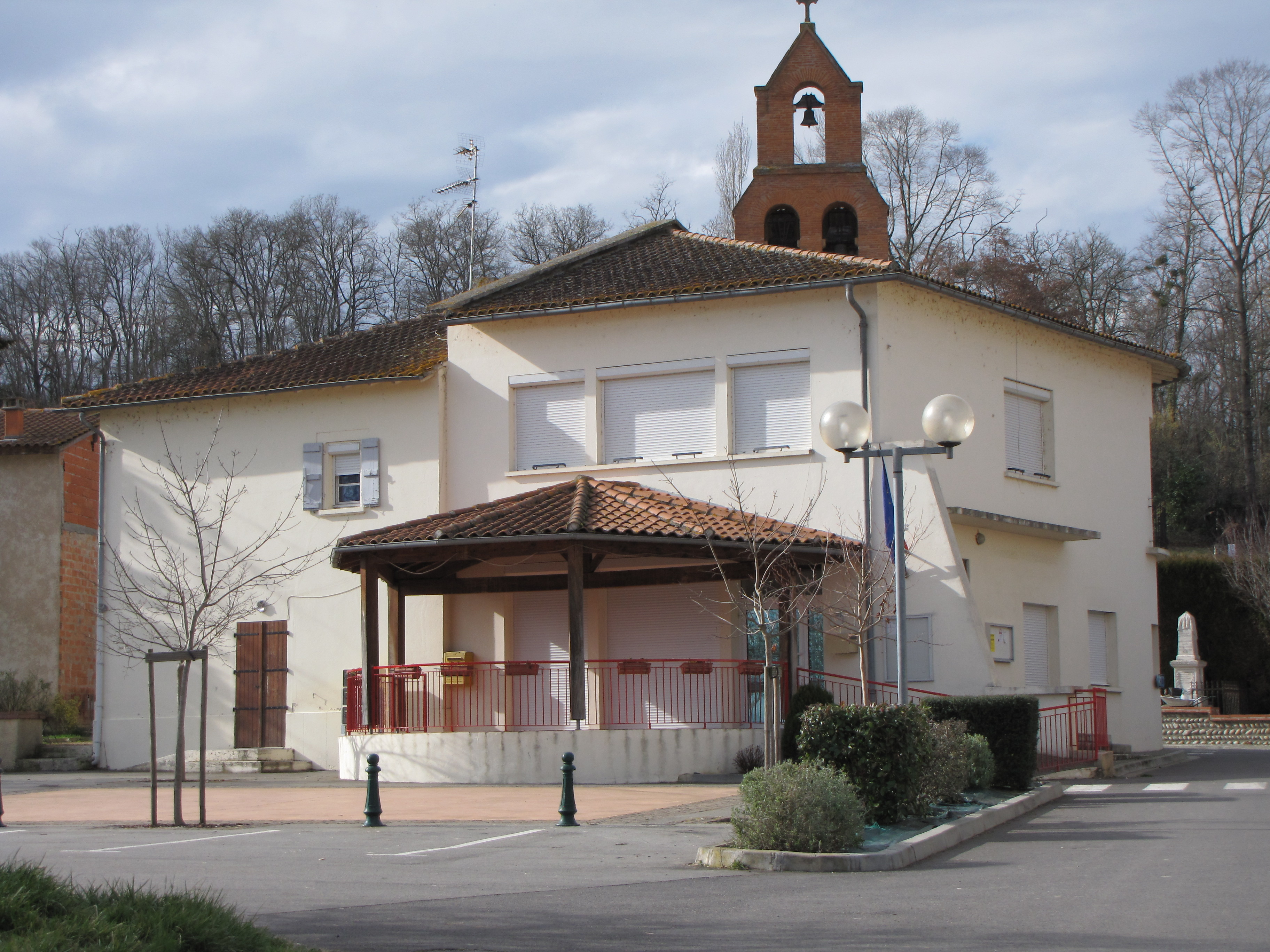
Мэрия
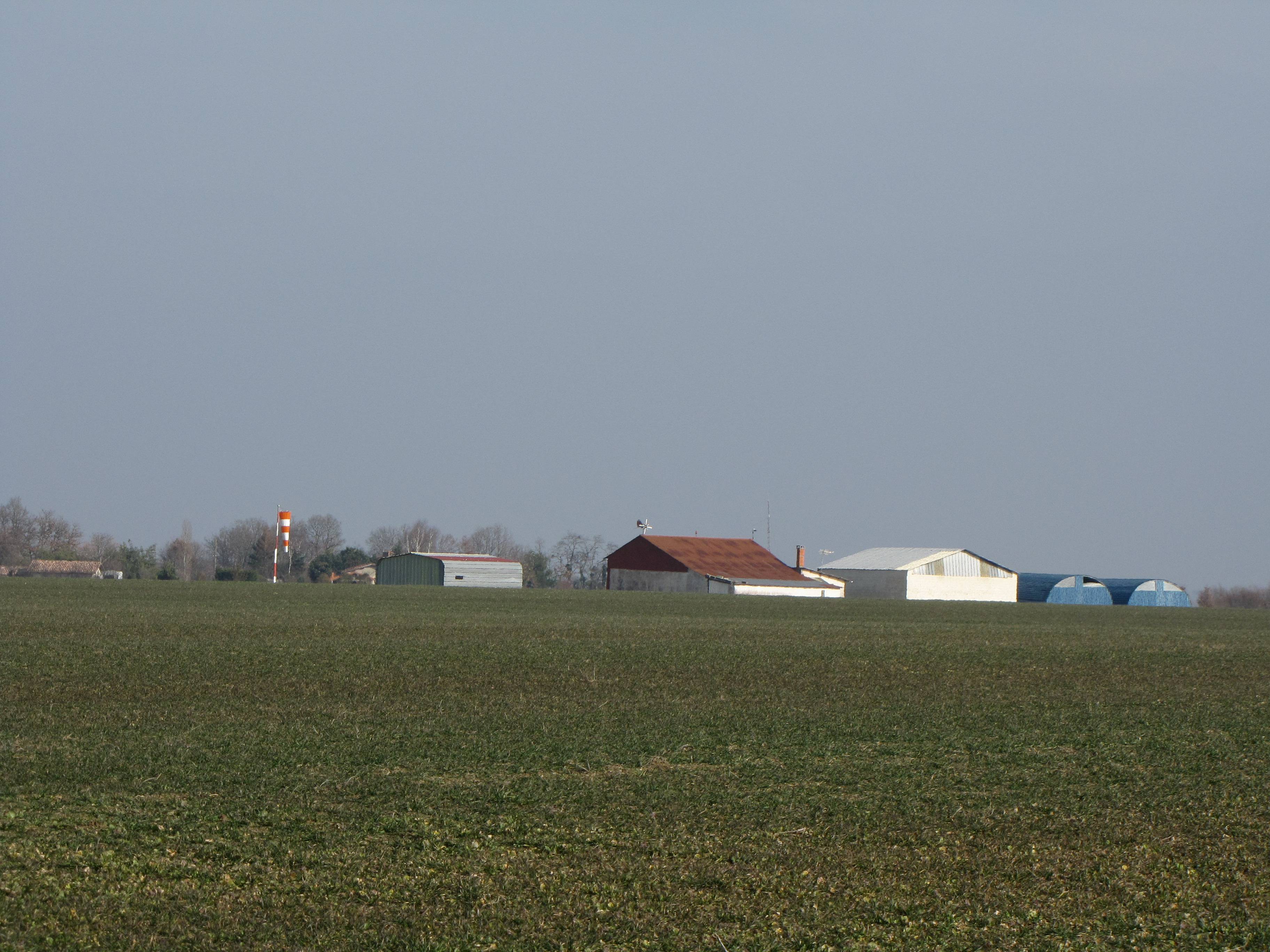
Европейский центр автожиров
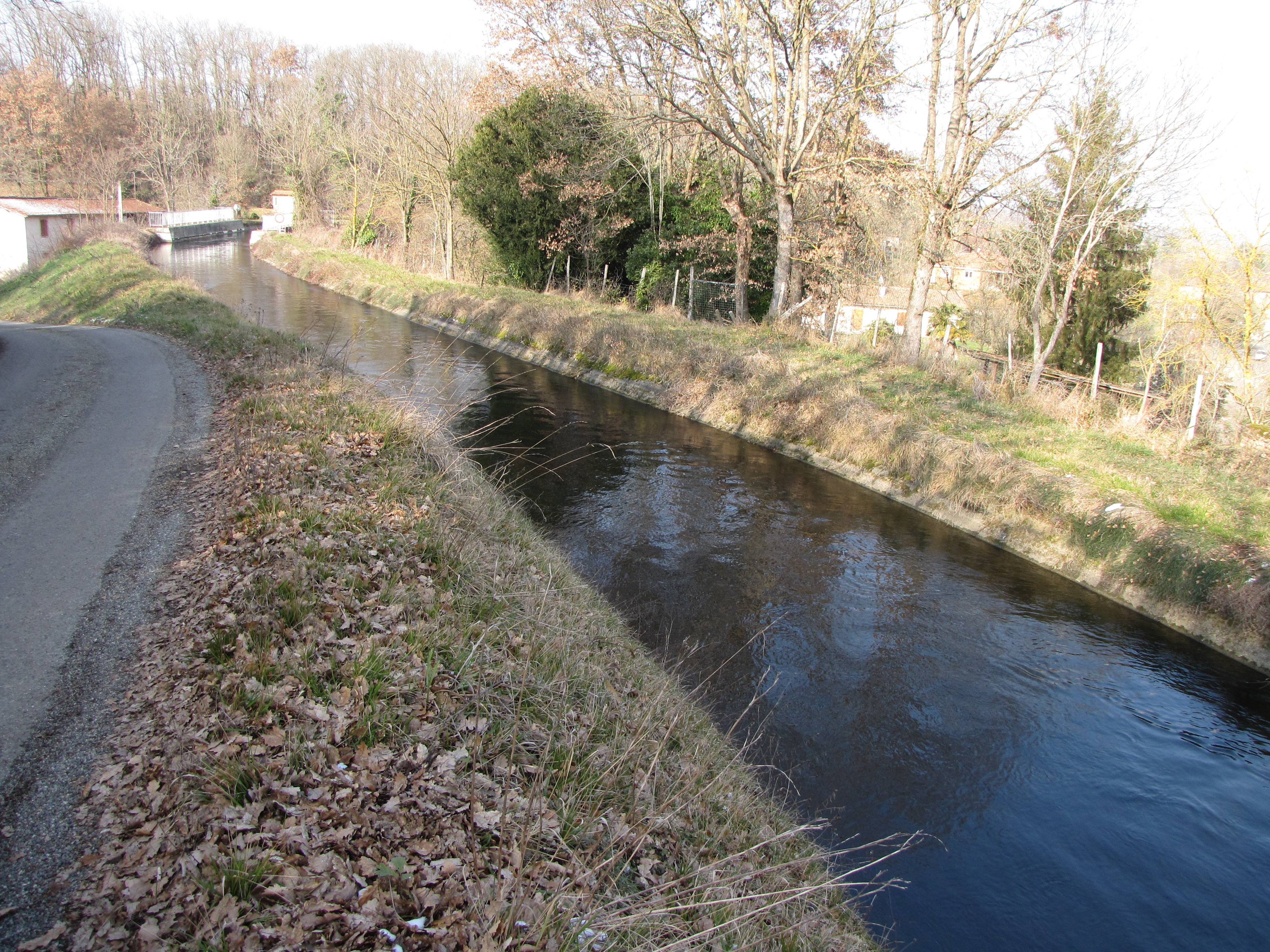
Канал Сен-Мартори
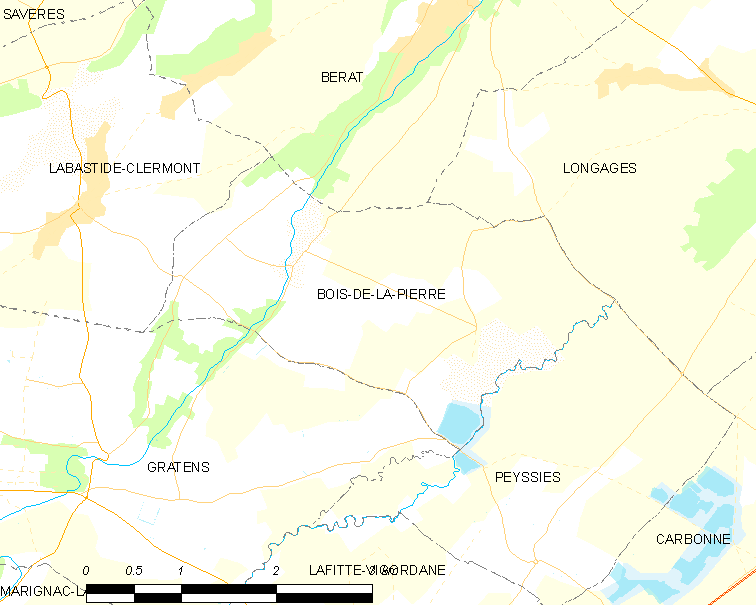
Карта коммуны